# La Alhondiguilla
La Alhondiguilla es una localidad y pedanía española perteneciente a los municipios de Íllora y Moclín, en la provincia de Granada. Está situada en la parte septentrional de la comarca de Loja. A dos kilómetros del límite con la provincia de Jaén, cerca de esta localidad se encuentran los núcleos de Vallequemado, Ermita Nueva, Las Pilillas y Cequia.

## Demografía
Según el Instituto Nacional de Estadística de España, en el año 2024 La Alhondiguilla contaba con 5 habitantes censados en la parte de Íllora, lo que representa el 0,05% de la población total del municipio.

### Evolución de la población
| Gráfica de evolución demográfica de La Alhondiguilla (Íllora) entre 2014 y 2024 |
|                                                                                 |
| Datos según el nomenclátor publicado por el INE.                                |

## Comunicaciones
Algunas distancias entre La Alhondiguilla y otras ciudades:
| Ciudades | Distancia (km) |
| -------- | -------------- |
| Moclín   | 15             |
| Íllora   | 20             |
| Granada  | 44             |
| Loja     | 57             |
| Jaén     | 81             |
| Almería  | 194            |
| Murcia   | 314            |